# Wai dor lei ah yut ho
Wai dor lei ah yut ho (維多利亞壹號 , literalment Victòria No. 1) estrenada innternacionalment com a Dream Home, és una pel·lícula slasher de Hong Kong del 2010 dirigida i coescrita per Pang Ho-cheung. La pel·lícula és la història de Cheng Lai-sheung (Josie Ho) que estalvia diners per comprar la casa dels seus somnis. Després que els venedors decideixin rebutjar-la, ella entra en un frenesí assassí.
Wai dor lei ah yut ho s'havia d'estrenar originalment l'octubre de 2009 a Hong Kong, però a causa de disputes legals entre 852 Films i el director, la pel·lícula es va estrenar a Itàlia el 23 d'abril de 2010 i a Hong Kong el 13 de maig. La pel·lícula va rebre crítiques diverses que es van centrar en si les escenes satíriques i horroroses funcionaven bé o no.

## Argument
A Hong Kong, Cheng Lai-sheung (Josie Ho) treballa a dues feines amb l'esperança de guanyar prou diners per comprar el seu propi apartament amb vistes al Victoria Harbour. En ordre cronològic barrejat, veiem escenes del passat de Lai-sheung. En la seva infància, la seva família i amics són desallotjats dels seus habitatges de lloguer baix perquè els promotors puguin construir pisos cars. Més tarda, promet comprar-li a la seva mare i al seu pare un nou apartament, però no pot complir la seva promesa abans que mori la seva mare. Quan el seu pare es posa malalt de mesotelioma, ella comença a buscar seriosament un nou lloc. Té una obsessió per l’adreça dels gratacels Victoria Bay No.1, originada en una promesa infantil que algun dia compraria un pis a prop del port. La promesa tenia com a objectiu evitar que el seu avi hagués de caminar d'anada i tornada diàriament.
El banc només li donarà una hipoteca del 70% del preu i els pagaments superarien els 15.000 dòlars. Malauradament, a causa d'un descuit en declarar l'historial mèdic del seu pare, ella ja no té assegurança per pagar el seu costós tractament i ha d'agafar una segona feina. Després que Lai-sheung estalviï prou per a un pagament inicial, les factures mèdiques del seu pare es tornen excessives. Quan ella demana al seu amant casat un préstec per cobrir-los, ell es nega.
Una nit el seu pare té problemes per respirar. En lloc de donar-li el seu oxigen, Lai-sheung li permet morir. El pagament de l'assegurança ara afegeix prou diners als seus estalvis actuals per comprar el pis dels seus somnis. De camí per finalitzar la compra, hi ha una pujada a la borsa que fa que els propietaris decideixin pujar el preu. Això fa que la Lai-sheung es posi frenètica, va als pisos i ataca les persones que hi viuen i hi treballen. Ella els mata amb articles per a la llar de baixa tecnologia. Durant els darrers assassinats, la policia arriba al pis i demana l'entrada. Es produeix una lluita durant la qual els dos agents són assassinats.
Tornant a la seva feina diària, Lai-sheung rep una trucada del seu agent dient que els propietaris del pis que vol comprar estan disposats a vendre després de tot. Lai-sheung suggereix que potser voldrien vendre per un preu més baix, ja que hi va haver onze assassinats a l'edifici la nit anterior. Aquella nit, l'amant de Lai-sheung ve a recollir-la, però ella li gira l'esquena i marxa. Ella havia decidit acabar amb la seva relació. La pel·lícula conclou amb Lai-sheung mirant el port mentre els informatius discuteixen com la crisi de les hipoteques subprime que empitjora als Estats Units comença a tenir repercussions globals.

## Repartiment
- Josie Ho com a Cheng Lai-sheung
- Wong Ching com a guàrdia de seguretat
- Eason Chan com a Siu Tu
- Michelle Ye com a propietària del Flat 8A
- Jo Kuk com a amiga de la propietària de Flat 8A
- Cheng Hao Sum com Jimmy
- Nina Paw com la mare de Sheung
- Lo Hoi-pang com l'avi de Sheung
- Norman Chui com el pare de Sheung
- Lap-Man Tan com a propietari masculí Flat 8A
- Lam Yiu-Sing com el germà de Sheung
- Derek Tsang com a Cheung Jai
- Lawrence Chou com On Jai
- Song Xiao Cheng com a Dona A
- Zhou Chuchu com a Dona B
- Phat Chan com a Blondie
- Felix Lok com a policia
- Juno Mak com a policia gros

## Producció
Wai dor lei ah yut ho va ser el primer llargmetratge de l'estudi de producció i finançament de pel·lícules de Josie Ho 852 Films. Josie va investigar i va trobar que les pel·lícules de terror eren el gènere de pel·lícula més venut, la qual cosa va donar lloc a la idea de produir-ne una. També va ser influenciada per la pel·lícula d'acció de Hong Kong Riki-Oh: The Story of Ricky. Va proclamar que "mai abans havia vist una pel·lícula tan indignant d'Hong Kong" i va pensar que "si això es podia fer, per què no podem fer el mateix?"
El director i guionista Pang Ho-cheung va treballar en el guió el 2007. Pang va declarar que volia escriure una pel·lícula sobre el ciutadà mitjà de Hong Kong que s'enfrontava al mercat immobiliari inflat local. Pang va cercar a Hong Kong per assegurar-se que cap nom de propietat coincidís amb el de la seva pel·lícula, afirmant que "en cas contrari, tindríem problemes reals". Va optar per fer de la història una pel·lícula slasher, dient que sempre li havia encantat les pel·lícules B de Hollywood. La pel·lícula havia d'iniciar el rodatge el 27 de març de 2009 a la zona de Causeway Bay de Hong Kong. Pang creia que la música i la il·luminació eren importants a les pel·lícules slasher i va contractar l'home de llum habitual de Wong Kar-wai, Wong Chi-ming i el compositor italià Gabriele Roberto. Roberto havia treballat anteriorment amb Pang a la seva pel·lícula Exodus. La pel·lícula inclou imatges documentals de manifestants contra la demolició del Queen's Pier el 2007.
Wai dor lei ah yut ho va acabar el rodatge al maig de 2009. Originalment estava previst que es llançaria a l'octubre 2009 a Hong Kong. L’estrena de la pel·lícula es va retardar a causa de disputes legals entre la companyia i el director Pang Ho-cheung. Malgrat la disputa, Pang va continuar treballant en la postproducció de la pel·lícula afirmant que no havia "rebut cap missatge que em digués que deixés de treballar-hi." Josie Ho va declarar que va empènyer Pang per fer la pel·lícula més violenta i escandalosa, mentre que Pang volia que la pel·lícula fos "més violenta d'una manera realista". Els drets mundials de Dream Home' van ser comprats per Fortissimo Films.

## Estrena
Dream Home es va estrenar al Far East Film Festival el 23 d'abril de 2010 a Udine, Itàlia Dos membres del públic van vomitar i un es va desmaiar durant l'estrena d'Udine. L'estrena estatunidenca va tenir lloc al Festival de Cinema de Tribeca el 2010. El 25 de juliol de 2010, la pel·lícula es va estrenar al Canadà al FanTasia, on la pel·lícula va guanyar el premi de bronze del públic a la "Millor pel·lícula asiàtica". La pel·lícula es va estrenar al Regne Unit el 28 d'agost de 2010 al London FrightFest Film Festival.
La pel·lícula es va estrenar a Hong Kong el 13 de maig de 2010. Va debutar en quart lloc a la taquilla de Hong Kong guanyant 171.351 dòlars la seva primera setmana. La pel·lícula va durar sis setmanes a Hong Kong i va recaptar 378.650 dòlars en total Variety va suggerir que la data d'obertura a mitjans de maig va ser "eclipsada pel socko B.O. de Ip Man 2." Dream Home es va projectar al XLIII Festival Internacional de Cinema Fantàstic de Catalunya on va guanyar els premis al millor efecte de maquillatge (Vitaya Deerattakul i Andrew Lin) i a la millor actriu (Josie Ho). Dream Home es va estrenar en cinemes i en vídeo sota demanda a Amèrica del Nord per l'Independent Film Channel a principis de 2011. Al Regne Unit, Network va programar la pel·lícula per a una estrena DVD PAL de la Regió 2 el 28 de març de 2011.

## Recepció
La pel·lícula va rebre crítiques diverses després de les seves projeccions al festival. Variety va elogiar la pel·lícula, descrivint-la com una "presa deliciosament fosca del mercat d'habitatges de Hong Kong on uns es mengen als altres... un altre element produït de forma elegant i impulsat per dones del multiguionista local Pang (també conegut com Edmond Pang), amb la seva complexa edició i una mica de crítica capitalista que afegeixen una mica de lluentor i un toc d'actualitat als procediments plens de sang." Després de la seva que es va presentar al Tribeca Film Festival, Salon.com la va declarar com una de les millors pel·lícules de tot el festival. La Montreal Gazette va escriure que la pel·lícula va estar "molt ben feta, però també molt cruenta." Screen Daily va donar a la pel·lícula una crítica positiva, afirmant que "amb el seu empaquetatge intel·ligent i les seves credencials de slasher, la pel·lícula anirà despertant els espectadors del circuit de festivals i dels mercats de vídeo domèstic durant un temps" i que "Josie Ho en el paper principal està centrat però una mica envarat... No obstant això, la direcció de Pang és ajustat i la cinematografia de Yu Lik-wai és discretament eficaç." A Nova Zelanda, 3 News va donar a la pel·lícula cinc estrelles, anomenant-la "una pel·lícula elegant i intel·ligent amb una història interessant que és una interpretació còmica fosca dels preus immobiliaris cada vegada més elevats de Hong Kong".
Film Business Asia va donar a la pel·lícula una puntuació de sis sobre deu, i va escriure que la pel·lícula "comença amb una idea brillant i té alguns moments fantàstics al llarg del camí, però, com sovint, no aconsegueix que tots els fragments cohereixin com l'audiència espera." The Hollywood Reporter va donar a la pel·lícula una crítica negativa, trobant que l'observació social de la pel·lícula es perd a causa del "cada cop més irreal i grotesc material splatter." Time Out Group va donar a la pel·lícula una puntuació de tres sobre sis, opinant que està "representada amb un estil tremend però amb poca intriga narrativa, és una llàstima que l'humor macabre que adorna l'extrema violència (literalment) de Dream Home no s'estén a la seva representació de les dificultats de Cheng." Kim Newman a Empire va donar a la pel·lícula tres estrelles de cinc afirmant que "hi ha un sensació innegable d'alliberament en el frenesí assassí, encara que algunes escenes (l'asfixia d'una dona embarassada utilitzant una aspiradora adjunta) creuaran la línia per a molts." A Rotten Tomatoes, la pel·lícula té un índex d'aprovació del 74%, basat en 19 ressenyes, amb una mitja ponderada de 6,3/10.